# شانه‌موش اندرسون
شانه‌موش اندرسون (نام علمی: Ctenomys andersoni) نام یک گونه از سرده شانه‌موش است.